# ابن الجصاص
أيو يعقوب إسحاق بن عمار الكوفي المعروف بابن الجصاص (95 هـ - 159 هـ / 713م - 775م) مؤرخ، وراوية، وأديب، وعالم بالأخبار والأشعار والأيام من أهل الكوفة من أصل أعجمي وكان مولى للأمير بشر بن عبد الملك بن بشر بن مروان بن الحكم بن أبي العاص الأموي.
ولد ابن الجصاص في سنة (95 هـ / 713م) في الكوفة بالعراق في عهد الخليفة الوليد بن عبد الملك ونشأ فيها، وأخذ عن عُلمائها، ثم صحب الأمير العباسي عيسى بن موسى وكان مقرباً منه في بدايات الدولة العباسية وتوفي في أواخر أيام الخليفة أبو جعفر المنصور عام (159 هـ-775م) قال الكسائي: «إسحاق بن عمار الجصاص أحد من أخذنا عنه الشعر وكان عالماً به، ومات في أخر أيام المنصور، وكان إذا تكلم في مجلسٍ صمت الناس».
وقد بقيت في كتب التاريخ والأدب روايات عن ابن الجصاص ومنها كتاب المنمق في أخبار قريش لمحمد بن حبيب البغدادي. وكتاب أنساب الأشراف لأحمد بن يحيى البلاذري وغيرها.